# 1619 Ueta
1619 Ueta (1953 TA) là một tiểu hành tinh vành đai chính được phát hiện ngày 11 tháng 10 năm 1953 bởi Tetsuyasu Mitani ở Kwasan Observatory thuộc Kyoto University.